# Aves de Angola
Angola tem uma multitude de espécies de aves, mais de novecentas e oitenta, sendo algumas exclusivas do território angolano. 

## Número de espécies
- Número de endemismos: 14
- Número de espécies globalmente ameaçadas: 19
- Número de espécies introduzidas: 1
- Número total de espécies: 988

## Espécies
Das 988 aves conhecidas, podemos destacar 14 endémicas que só podem ser encontradas em território angolano:
- Perdiz-de-estrias-cinzentas (Francolinus griseostriatus)
- Perdiz-da-montanha (Francolinus swierstrai)
- Tauraco-de-crista-vermelha (Tauraco erythrolophus)
- Siripipi-de-benguela, rabo-de-junco-de-rabadilha-vermelha, rabo-de-junco-de-dorso-vermelho (Colius castanotus)
- Cotovia-de-bico-comprido-do-agulhas (Certhilauda benguelensis)
- Narceja-de-pulitzer (Macrosphenus pulitzeri)
- Papa-moscas-de-Angola (Melaenornis brunneus)
- Pisco-da-gabela (Sheppardia gabela)
- Tordo-das-cavernas (Xenocopsychus ansorgei)
- Papa-moscas-de-olheiras-de-testa-branca (Platysteira albifrons)
- Beija-flor-de-colarinho-duplo (Cinnyris ludovicensis)
- Picanço-de-peito-laranja (Laniarius brauni)
- Picanço-de-Angola (Laniarius amboimensis)
- Picanço-da-gabela (Prionops gabela)